# Raymond Henry Norweb
Raymond Henry Norweb (31 de maio de 1895 - 4 de outubro de 1983) foi um diplomata dos Estados Unidos colocado em postos em vários países, incluindo França, Bolívia, República Dominicana, Peru, Portugal e Cuba. Em 1943, foi enviado para Portugal, com o estatuto de Embaixador, com o objetivo de encerrar as negociações relativas ao Acordo entre os Estados Unidos e Portugal, que permitiu aos Estados Unidos a construção e utilização da Base Aérea das Lajes na ilha Terceira, nos Açores.

## Vida
Raymond Henry Norweb nasceu em Inglaterra e mudou-se para Elyria, Ohio com sua família em 1907. Formou-se em Harvard em 1916. Iniciou a carreira diplomática em 1917, em Paris, como segundo secretário ao Embaixador William Graves. Fui colocado em vários países, incluindo França, Japão, Holanda, Índias Orientais Holandesas, Chile, República Dominicana, Peru, Portugal e Bolívia. Sua última atribuição era como embaixador em Cuba, 1945–1948.
Durante a Segunda Guerra Mundial, em 1943, foi enviado para Portugal, com o “rank” de embaixador, para chefiar as negociações para o estabelecimento da base aérea de Estados Unidos nos Açores. Norweb já tinha negociado uma base militar no Peru, o que levou a que a imprensa alemã o etiquetasse como "famoso ladrão de bases americanas". As negociações para o acordo entre os Estados Unidos e Portugal, inicialmente conduzidas por George Kennan, encarregado de Negócios em Portugal, foram longas e complexas. O acordo foi finalmente assinado em 28 de novembro de 1944 entre Norweb e Salazar.
Quando Norweb chegou a Lisboa a representação diplomática dos EUA era apenas uma legação, mas sob Norweb se tornou tão importante que foi feita uma Embaixada.
Norweb aposentou-se em 1948, deixando o cargo de embaixador em Cuba, passando a viver em Cleveland.
Henry Norweb e sua esposa, Emery, foram ambos especialistas de numismática. Henry Norweb, Sr. era um membro da Sociedade Americana de Numismática, da Royal Numismatic Society, da Associação Canadense de Numismática.
O casal Norweb possuía um dos cinco exemplares do "1913 Liberty Head Nickel" e em 1978, para comemorar o seu sexagésimo aniversário de casamento, doaram-no ao Smithsonian Institution.